# Monts Pryor
Les monts Pryor sont une chaîne de montagne du comté de Carbon et du comté de Big Horn. Elles sont localisées sur la Crow Indian Reservation et la forêt nationale de Custer, certaines zones sont privées. Elles sont bordées au sud par Billings et au nord par Lovell.

## Toponymie

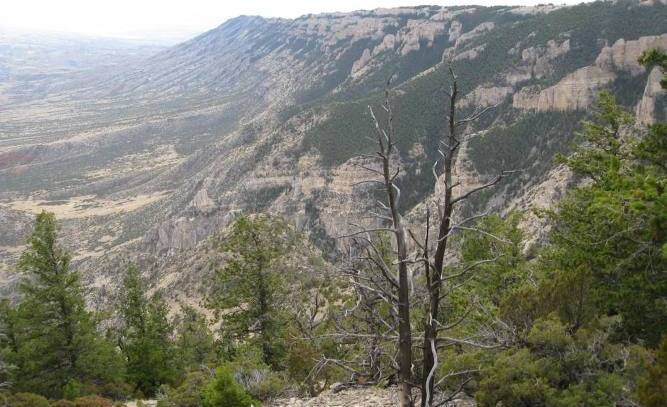
Les monts Pryor

Les monts Pryor ont été nommés par extension du ruisseau Pryor, qui draine une partie du nord du massif. Le ruisseau a lui-même été nommé en l'honneur de Nathaniel Hale Pryor, qui servit comme sergent au cours de l'expédition Lewis et Clark.